# Campionato mondiale di hockey su prato 1998
L'edizione del 1998 della Coppa del Mondo di hockey maschile è stata la 9a rassegna mondiale del torneo di hockey su prato e si è tenuta dal 21 maggio al 1º giugno allo Stadion Galgenwaard di Utrecht nei Paesi Bassi.
Si è trattata della seconda edizione dei mondiali di hockey che ha visto i Paesi Bassi come paese ospitante, dopo quella del 1973.
I detentori pakistani del titolo del 1994 non hanno fatto meglio del 5º posto assoluto.
Il mondiale è stato vinto dalla nazionale di casa, i Paesi Bassi, che hanno sconfitto in finale la Spagna per 3-2 dopo i tempi supplementari, ottenendo così il terzo titolo iridato, dopo quelli del 1973 e del 1990.
La finale per il terzo posto è andata alla Germania che ha sconfitto l'Australia per 1-0.

## Qualificazioni
Le squadre qualificate al mondiale sono state determinate in funzione della classifica ai precedenti mondiali e ad un turno di qualificazioni che si è tenuto nel 1997, come di seguito riportato:
| Data                          | Evento                                      | Luogo                  | Squadra qualificata                                        |
| ----------------------------- | ------------------------------------------- | ---------------------- | ---------------------------------------------------------- |
|                               | Paese ospitante                             | Paesi Bassi            | Paesi Bassi                                                |
| 23 novembre - 4 dicembre 1994 | Campionato mondiale di hockey su prato 1994 | Sydney, Australia      | Pakistan Australia Germania India Inghilterra              |
| 4-15 marzo 1997               | Qualificazioni                              | Kuala Lumpur, Malaysia | Spagna Corea del Sud Nuova Zelanda Polonia Canada Malaysia |

## Formula
12 squadre sono inizialmente state inserite in due gironi composti da sei (6) squadre ciascuno, in cui ogni squadra ha affrontato le altre appartenenti allo stesso girone. Le prime due di ogni gruppo si sono qualificate alle semifinali del torneo a eliminazione diretta, in cui le due vincenti hanno avuto accedesso alla finalissima per la medaglia d'oro, mentre le due perdenti hanno disputato la finale 3º-4º posto che assegna la medaglia di bronzo.

## Risultati

### Fase preliminare
Le migliori due squadre di ogni gruppo passano alle semifinali.
|  | Qualificate alle semifinali |
|  | Eliminate                   |

#### Gruppo A
| Squadra       | Pt | PG | V | P | S | GF | GS | Diff.za |
| ------------- | -- | -- | - | - | - | -- | -- | ------- |
| Germania      | 13 | 5  | 4 | 1 | 0 | 18 | 7  | 11      |
| Paesi Bassi   | 12 | 5  | 4 | 0 | 1 | 17 | 10 | 7       |
| Canada        | 6  | 5  | 1 | 3 | 1 | 13 | 12 | 1       |
| Corea del Sud | 4  | 5  | 1 | 1 | 3 | 9  | 13 | −4      |
| Nuova Zelanda | 4  | 5  | 1 | 1 | 3 | 8  | 12 | −4      |
| India         | 3  | 5  | 1 | 0 | 4 | 6  | 17 | −11     |

#### Partite Gruppo A
| Utrecht 21 maggio 1998, ore 00:00 UTC+1 Incontro 1             | Paesi Bassi | 3 – 1 referto | Canada | Stadion Galgenwaard |
| \| \| \| \| \| van Wijk Veen Brinkman \| Marcatori \| Gacek \| |             |               |        |                     |
|                                                                |             |               |        |                     |
| van Wijk Veen Brinkman                                         | Marcatori   | Gacek         |        |                     |

| Utrecht 21 maggio 1998, ore 00:00 UTC+1 Incontro 2             | Germania  | 4 – 1 referto | India | Stadion Galgenwaard |
| \| \| \| \| \| Bechmann Domke Michel \| Marcatori \| Varkey \| |           |               |       |                     |
|                                                                |           |               |       |                     |
| Bechmann Domke Michel                                          | Marcatori | Varkey        |       |                     |

| Utrecht 21 maggio 1998, ore 00:00 UTC+1 Incontro 3 | Corea del Sud | 1 – 3 referto | Nuova Zelanda | Stadion Galgenwaard |
| \| \| \| \| \| Yeo \| Marcatori \| Hari Smith \|   |               |               |               |                     |
|                                                    |               |               |               |                     |
| Yeo                                                | Marcatori     | Hari Smith    |               |                     |

| Utrecht 22 maggio 1998, ore 00:00 UTC+1 Incontro 7 | Nuova Zelanda | 0 – 3 referto | Germania | Stadion Galgenwaard |
| \| \| \| \| \| \| Marcatori \| Domke Tewes \|      |               |               |          |                     |
|                                                    |               |               |          |                     |
|                                                    | Marcatori     | Domke Tewes   |          |                     |

| Utrecht 22 maggio 1998, ore 00:00 UTC+1 Incontro 8         | India     | 0 – 5 referto            | Paesi Bassi | Stadion Galgenwaard |
| \| \| \| \| \| \| Marcatori \| Veen de Nooijer van Wijk \| |           |                          |             |                     |
|                                                            |           |                          |             |                     |
|                                                            | Marcatori | Veen de Nooijer van Wijk |             |                     |

| Utrecht 22 maggio 1998, ore 00:00 UTC+1 Incontro 9 | Canada    | 1 – 1 referto | Corea del Sud | Stadion Galgenwaard |
| \| \| \| \| \| Short \| Marcatori \| Kang \|       |           |               |               |                     |
|                                                    |           |               |               |                     |
| Short                                              | Marcatori | Kang          |               |                     |

| Utrecht 24 maggio 1998, ore 00:00 UTC+1 Incontro 13                   | Nuova Zelanda | 3 – 3 referto      | Canada | Stadion Galgenwaard |
| \| \| \| \| \| Radovonich Parag \| Marcatori \| Gacek Brahmst Bird \| |               |                    |        |                     |
|                                                                       |               |                    |        |                     |
| Radovonich Parag                                                      | Marcatori     | Gacek Brahmst Bird |        |                     |

| Utrecht 24 maggio 1998, ore 00:00 UTC+1 Incontro 14                       | Corea del Sud | 4 – 3 referto      | India | Stadion Galgenwaard |
| \| \| \| \| \| Jeong Song Shin Kang \| Marcatori \| Chauhan Varkey Dad \| |               |                    |       |                     |
|                                                                           |               |                    |       |                     |
| Jeong Song Shin Kang                                                      | Marcatori     | Chauhan Varkey Dad |       |                     |

| Utrecht 24 maggio 1998, ore 00:00 UTC+1 Incontro 15                               | Paesi Bassi | 1 – 5 referto                          | Germania | Stadion Galgenwaard |
| \| \| \| \| \| van Meer \| Marcatori \| Domke Tewes Michel Mayerhofer Bechmann \| |             |                                        |          |                     |
|                                                                                   |             |                                        |          |                     |
| van Meer                                                                          | Marcatori   | Domke Tewes Michel Mayerhofer Bechmann |          |                     |

| Utrecht 26 maggio 1998, ore 00:00 UTC+1 Incontro 19          | Paesi Bassi | 4 – 2 referto | Corea del Sud | Stadion Galgenwaard |
| \| \| \| \| \| Lomans Derk Buma \| Marcatori \| Song Kang \| |             |               |               |                     |
|                                                              |             |               |               |                     |
| Lomans Derk Buma                                             | Marcatori   | Song Kang     |               |                     |

| Utrecht 26 maggio 1998, ore 00:00 UTC+1 Incontro 20 | India     | 1 – 0 referto | Nuova Zelanda | Stadion Galgenwaard |
| \| \| \| \| \| Kumar \| Marcatori \| \|             |           |               |               |                     |
|                                                     |           |               |               |                     |
| Kumar                                               | Marcatori |               |               |                     |

| Utrecht 26 maggio 1998, ore 00:00 UTC+1 Incontro 21                                    | Canada    | 4 – 4 referto           | Germania | Stadion Galgenwaard |
| \| \| \| \| \| Rob Short Milkovitch D'Abreo \| Marcatori \| Domke Mayerhofer Michel \| |           |                         |          |                     |
|                                                                                        |           |                         |          |                     |
| Rob Short Milkovitch D'Abreo                                                           | Marcatori | Domke Mayerhofer Michel |          |                     |

| Utrecht 28 maggio 1998, ore 00:00 UTC+1 Incontro 25 | Germania  | 2 – 1 referto | Corea del Sud | Stadion Galgenwaard |
| \| \| \| \| \| Tewes Domke \| Marcatori \| Song \|  |           |               |               |                     |
|                                                     |           |               |               |                     |
| Tewes Domke                                         | Marcatori | Song          |               |                     |

| Utrecht 28 maggio 1998, ore 00:00 UTC+1 Incontro 26                 | Nuova Zelanda | 2 – 4 referto     | Paesi Bassi | Stadion Galgenwaard |
| \| \| \| \| \| Radovonich Gill \| Marcatori \| de Nooijer Lomans \| |               |                   |             |                     |
|                                                                     |               |                   |             |                     |
| Radovonich Gill                                                     | Marcatori     | de Nooijer Lomans |             |                     |

| Utrecht 28 maggio 1998, ore 00:00 UTC+1 Incontro 27                      | India     | 1 – 4 referto                  | Canada | Stadion Galgenwaard |
| \| \| \| \| \| Chauhan \| Marcatori \| Short Gacek Milkovitch Gifford \| |           |                                |        |                     |
|                                                                          |           |                                |        |                     |
| Chauhan                                                                  | Marcatori | Short Gacek Milkovitch Gifford |        |                     |

#### Gruppo B
| Squadra     | Pt | PG | V | P | S | GF | GS | Diff.za |
| ----------- | -- | -- | - | - | - | -- | -- | ------- |
| Australia   | 13 | 5  | 4 | 1 | 0 | 24 | 3  | 21      |
| Spagna      | 13 | 5  | 4 | 1 | 0 | 14 | 4  | 10      |
| Pakistan    | 9  | 5  | 3 | 0 | 2 | 19 | 13 | 6       |
| Inghilterra | 6  | 5  | 2 | 0 | 3 | 14 | 16 | −2      |
| Polonia     | 1  | 5  | 0 | 1 | 4 | 4  | 21 | −17     |
| Malaysia    | 1  | 5  | 0 | 1 | 4 | 4  | 22 | −18     |

#### Partite Gruppo B
| Arbitro: | Jason McCracken Henrik Ehlers |

|                   |           |                                                  |
| Saiful Nasiruddin | Marcatori | Khan Shahbaz jnr Ahmed Abbas Zaman Ashraf Bashir |

| Utrecht 21 maggio 1998, ore 00:00 UTC+1 Incontro 5                                   | Polonia   | 0 – 8 referto                                      | Australia | Stadion Galgenwaard |
| \| \| \| \| \| \| Marcatori \| Smith Brennan Choppy Stacy Lewis Davies Boddington \| |           |                                                    |           |                     |
|                                                                                      |           |                                                    |           |                     |
|                                                                                      | Marcatori | Smith Brennan Choppy Stacy Lewis Davies Boddington |           |                     |

| Utrecht 21 maggio 1998, ore 00:00 UTC+1 Incontro 6      | Spagna    | 3 – 1 referto | Inghilterra | Stadion Galgenwaard |
| \| \| \| \| \| Pujol Amat Usoz \| Marcatori \| Pearn \| |           |               |             |                     |
|                                                         |           |               |             |                     |
| Pujol Amat Usoz                                         | Marcatori | Pearn         |             |                     |

| Utrecht 23 maggio 1998, ore 00:00 UTC+1 Incontro 10 | Polonia   | 1 – 1 referto | Malaysia | Stadion Galgenwaard |
| \| \| \| \| \| Grzesczak \| Marcatori \| Ramu \|    |           |               |          |                     |
|                                                     |           |               |          |                     |
| Grzesczak                                           | Marcatori | Ramu          |          |                     |

| Utrecht 23 maggio 1998, ore 00:00 UTC+1 Incontro 11       | Australia | 2 – 2 referto | Spagna | Stadion Galgenwaard |
| \| \| \| \| \| Stacy Smith \| Marcatori \| Arnau Pujol \| |           |               |        |                     |
|                                                           |           |               |        |                     |
| Stacy Smith                                               | Marcatori | Arnau Pujol   |        |                     |

| Utrecht 23 maggio 1998, ore 00:00 UTC+1 Incontro 12                                             | Pakistan  | 7 – 5 referto            | Inghilterra | Stadion Galgenwaard |
| \| \| \| \| \| Bashir Ashraf Ahmed Shahbaz jnr Khan \| Marcatori \| Garcia Giles Pearn Wyatt \| |           |                          |             |                     |
|                                                                                                 |           |                          |             |                     |
| Bashir Ashraf Ahmed Shahbaz jnr Khan                                                            | Marcatori | Garcia Giles Pearn Wyatt |             |                     |

| Utrecht 25 maggio 1998, ore 00:00 UTC+1 Incontro 16    | Pakistan  | 1 – 2 referto  | Spagna | Stadion Galgenwaard |
| \| \| \| \| \| Abbas \| Marcatori \| Fabregas Arnau \| |           |                |        |                     |
|                                                        |           |                |        |                     |
| Abbas                                                  | Marcatori | Fabregas Arnau |        |                     |

| Utrecht 25 maggio 1998, ore 00:00 UTC+1 Incontro 17                              | Inghilterra | 5 – 2 referto     | Polonia | Stadion Galgenwaard |
| \| \| \| \| \| Lee Garcia Wyatt Pearn Giles \| Marcatori \| Juszczak Jakubiak \| |             |                   |         |                     |
|                                                                                  |             |                   |         |                     |
| Lee Garcia Wyatt Pearn Giles                                                     | Marcatori   | Juszczak Jakubiak |         |                     |

| Utrecht 25 maggio 1998, ore 00:00 UTC+1 Incontro 18          | Malaysia  | 0 – 8 referto              | Australia | Stadion Galgenwaard |
| \| \| \| \| \| \| Marcatori \| Stacy Davies Lewis Brennan \| |           |                            |           |                     |
|                                                              |           |                            |           |                     |
|                                                              | Marcatori | Stacy Davies Lewis Brennan |           |                     |

| Utrecht 27 maggio 1998, ore 00:00 UTC+1 Incontro 22 | Australia | 3 – 0 referto | Inghilterra | Stadion Galgenwaard |
| \| \| \| \| \| Brennan Stacy \| Marcatori \| \|     |           |               |             |                     |
|                                                     |           |               |             |                     |
| Brennan Stacy                                       | Marcatori |               |             |                     |

| Utrecht 27 maggio 1998, ore 00:00 UTC+1 Incontro 23   | Spagna    | 3 – 0 referto | Malaysia | Stadion Galgenwaard |
| \| \| \| \| \| Escarre Casas Arnau \| Marcatori \| \| |           |               |          |                     |
|                                                       |           |               |          |                     |
| Escarre Casas Arnau                                   | Marcatori |               |          |                     |

| Utrecht 27 maggio 1998, ore 00:00 UTC+1 Incontro 24       | Pakistan  | 3 – 1 referto | Polonia | Stadion Galgenwaard |
| \| \| \| \| \| Bashir Ashraf \| Marcatori \| Grotowski \| |           |               |         |                     |
|                                                           |           |               |         |                     |
| Bashir Ashraf                                             | Marcatori | Grotowski     |         |                     |

| Utrecht 28 maggio 1998, ore 00:00 UTC+1 Incontro 28        | Spagna    | 4 – 0 referto | Polonia | Stadion Galgenwaard |
| \| \| \| \| \| Arnau Casas Escarre Usoz \| Marcatori \| \| |           |               |         |                     |
|                                                            |           |               |         |                     |
| Arnau Casas Escarre Usoz                                   | Marcatori |               |         |                     |

| Utrecht 28 maggio 1998, ore 00:00 UTC+1 Incontro 29      | Inghilterra | 3 – 1 referto | Malaysia | Stadion Galgenwaard |
| \| \| \| \| \| Giles Lee Pearn \| Marcatori \| Saiful \| |             |               |          |                     |
|                                                          |             |               |          |                     |
| Giles Lee Pearn                                          | Marcatori   | Saiful        |          |                     |

| Utrecht 28 maggio 1998, ore 00:00 UTC+1 Incontro 30    | Australia | 3 – 1 referto | Pakistan | Stadion Galgenwaard |
| \| \| \| \| \| Stacy Brennan \| Marcatori \| Bashir \| |           |               |          |                     |
|                                                        |           |               |          |                     |
| Stacy Brennan                                          | Marcatori | Bashir        |          |                     |

### Classifica dal quinto al dodicesimo posto
|  | Eliminatorie  | Eliminatorie  | Eliminatorie  |               |       | 9º classificato  | 9º classificato  | 9º classificato  |  |
|  |               |               |               |               |       |                  |                  |                  |  |
|  | Nuova Zelanda | Nuova Zelanda | 3             |               |       |                  |                  |                  |  |
|  | Nuova Zelanda | Nuova Zelanda | 3             |               |       |                  |                  |                  |  |
|  | Malaysia      | Malaysia      | 2             |               |       |                  |                  |                  |  |
|  | Malaysia      | Malaysia      | 2             |               | India | India            | 1                |                  |  |
|  |               |               |               |               | India | India            | 1                |                  |  |
|  |               |               | Nuova Zelanda | Nuova Zelanda | 0     |                  |                  |                  |  |
|  | India         | India         | Nuova Zelanda | Nuova Zelanda | 0     | 6                |                  |                  |  |
|  | India         | India         |               |               |       | 6                |                  |                  |  |
|  | Polonia       | Polonia       | 2             |               |       | 11º classificato | 11º classificato | 11º classificato |  |
|  | Polonia       | Polonia       | 2             |               |       |                  |                  |                  |  |
|  |               |               |               |               |       |                  |                  |                  |  |
|  |               |               |               |               |       | Malaysia         | Malaysia         | 5                |  |
|  |               |               |               |               |       | Malaysia         | Malaysia         | 5                |  |
|  |               |               |               |               |       | Polonia          | Polonia          | 4                |  |

#### Eliminatorie
| Utrecht 30 maggio 1998, ore 00:00 UTC+1 Incontro 31             | Nuova Zelanda | 3 – 2 referto | Malaysia | Stadion Galgenwaard |
| \| \| \| \| \| Parag Radovonich Towns \| Marcatori \| Nawawi \| |               |               |          |                     |
|                                                                 |               |               |          |                     |
| Parag Radovonich Towns                                          | Marcatori     | Nawawi        |          |                     |

| Utrecht 30 maggio 1998, ore 00:00 UTC+1 Incontro 32                         | India     | 6 – 2 referto        | Polonia | Stadion Galgenwaard |
| \| \| \| \| \| Kumar Pillay Chauhan \| Marcatori \| Lukaszewski Jakubiak \| |           |                      |         |                     |
|                                                                             |           |                      |         |                     |
| Kumar Pillay Chauhan                                                        | Marcatori | Lukaszewski Jakubiak |         |                     |

#### Undicesimo e dodicesimo posto
| Utrecht 31 maggio 1998, ore 00:00 UTC+1 Incontro 33                                                      | Malaysia  | 5 – 4 referto                     | Polonia | Stadion Galgenwaard |
| \| \| \| \| \| Nawawi Shanmuganathan Chairil Saiful \| Marcatori \| Matuszynski Grotowski Lukaszewski \| |           |                                   |         |                     |
| |           |                                   |         |                     |
| Nawawi Shanmuganathan Chairil Saiful                                                                     | Marcatori | Matuszynski Grotowski Lukaszewski |         |                     |

#### Nono e decimo
| Utrecht 1 giugno 1998, ore 00:00 UTC+1 Incontro 38 | India     | 1 – 0 referto | Nuova Zelanda | Stadion Galgenwaard |
| \| \| \| \| \| Riaz \| Marcatori \| \|             |           |               |               |                     |
|                                                    |           |               |               |                     |
| Riaz                                               | Marcatori |               |               |                     |

|  | Eliminatorie  | Eliminatorie  | Eliminatorie |             |          | 5º classificato | 5º classificato | 5º classificato |  |
|  |               |               |              |             |          |                 |                 |                 |  |
|  | Pakistan      | Pakistan      | 3            |             |          |                 |                 |                 |  |
|  | Pakistan      | Pakistan      | 3            |             |          |                 |                 |                 |  |
|  | Corea del Sud | Corea del Sud | 1            |             |          |                 |                 |                 |  |
|  | Corea del Sud | Corea del Sud | 1            |             | Pakistan | Pakistan        | 4               |                 |  |
|  |               |               |              |             | Pakistan | Pakistan        | 4               |                 |  |
|  |               |               | Inghilterra  | Inghilterra | 2        |                 |                 |                 |  |
|  | Inghilterra   | Inghilterra   | Inghilterra  | Inghilterra | 2        | 2               |                 |                 |  |
|  | Inghilterra   | Inghilterra   |              |             |          | 2               |                 |                 |  |
|  | Canada        | Canada        | 1            |             |          | 7º classificato | 7º classificato | 7º classificato |  |
|  | Canada        | Canada        | 1            |             |          |                 |                 |                 |  |
|  |               |               |              |             |          |                 |                 |                 |  |
|  |               |               |              |             |          | Corea del Sud   | Corea del Sud   | 4               |  |
|  |               |               |              |             |          | Corea del Sud   | Corea del Sud   | 4               |  |
|  |               |               |              |             |          | Canada          | Canada          | 2               |  |

#### Eliminatorie
| Utrecht 30 maggio 1998, ore 00:00 UTC+1 Incontro 34       | Pakistan  | 3 – 1 referto | Corea del Sud | Stadion Galgenwaard |
| \| \| \| \| \| Ashraf Shahbaz jnr \| Marcatori \| Hong \| |           |               |               |                     |
|                                                           |           |               |               |                     |
| Ashraf Shahbaz jnr                                        | Marcatori | Hong          |               |                     |

| Utrecht 30 maggio 1998, ore 00:00 UTC+1 Incontro 35 | Inghilterra | 2 – 1 referto | Canada | Stadion Galgenwaard |
| \| \| \| \| \| Giles \| Marcatori \| Griffiths \|   |             |               |        |                     |
|                                                     |             |               |        |                     |
| Giles                                               | Marcatori   | Griffiths     |        |                     |

#### Settimo e ottavo
| Utrecht 1 giugno 1998, ore 00:00 UTC+1 Incontro 39  | Corea del Sud | 4 – 2 referto | Canada | Stadion Galgenwaard |
| \| \| \| \| \| Song \| Marcatori \| Brahmst Bird \| |               |               |        |                     |
|                                                     |               |               |        |                     |
| Song                                                | Marcatori     | Brahmst Bird  |        |                     |

#### Quinto e sesto
| Utrecht 1 giugno 1998, ore 00:00 UTC+1 Incontro 40          | Pakistan  | 4 – 2 referto | Inghilterra | Stadion Galgenwaard |
| \| \| \| \| \| Usman Bashir \| Marcatori \| Garcia Giles \| |           |               |             |                     |
|                                                             |           |               |             |                     |
| Usman Bashir                                                | Marcatori | Garcia Giles  |             |                     |

### Fase a eliminazione diretta

#### Tabellone
|  | Semifinali  | Semifinali  | Semifinali |        |             | Finale          | Finale          | Finale          |  |
|  |             |             |            |        |             |                 |                 |                 |  |
|  | Paesi Bassi | Paesi Bassi | 6          |        |             |                 |                 |                 |  |
|  | Paesi Bassi | Paesi Bassi | 6          |        |             |                 |                 |                 |  |
|  | Australia   | Australia   | 2          |        |             |                 |                 |                 |  |
|  | Australia   | Australia   | 2          |        | Paesi Bassi | Paesi Bassi     | 3               |                 |  |
|  |             |             |            |        | Paesi Bassi | Paesi Bassi     | 3               |                 |  |
|  |             |             | Spagna     | Spagna | 2           |                 |                 |                 |  |
|  | Spagna      | Spagna      | Spagna     | Spagna | 2           | 3               |                 |                 |  |
|  | Spagna      | Spagna      |            |        |             | 3               |                 |                 |  |
|  | Germania    | Germania    | 0          |        |             | Finale 3º posto | Finale 3º posto | Finale 3º posto |  |
|  | Germania    | Germania    | 0          |        |             |                 |                 |                 |  |
|  |             |             |            |        |             |                 |                 |                 |  |
|  |             |             |            |        |             | Germania        | Germania        | 1               |  |
|  |             |             |            |        |             | Germania        | Germania        | 1               |  |
|  |             |             |            |        |             | Australia       | Australia       | 0               |  |

#### Semifinali
| Utrecht 30 maggio 1998, ore 00:00 UTC+1 Incontro 36                                | Paesi Bassi | 6 – 2 referto | Australia | Stadion Galgenwaard |
| \| \| \| \| \| van Meer Lomans van Wijk de Nooijer \| Marcatori \| Stacy Davies \| |             |               |           |                     |
|                                                                                    |             |               |           |                     |
| van Meer Lomans van Wijk de Nooijer                                                | Marcatori   | Stacy Davies  |           |                     |

| Utrecht 30 maggio 1998, ore 00:00 UTC+1 Incontro 37     | Spagna    | 3 – 0 referto | Germania | Stadion Galgenwaard |
| \| \| \| \| \| Sanchez Arnau Escarre \| Marcatori \| \| |           |               |          |                     |
|                                                         |           |               |          |                     |
| Sanchez Arnau Escarre                                   | Marcatori |               |          |                     |

#### Finale per il terzo posto
| Utrecht 1 giugno 1998, ore 00:00 UTC+1 Incontro 41 | Germania  | 1 – 0 referto | Australia | Stadion Galgenwaard |
| \| \| \| \| \| Michel \| Marcatori \| \|           |           |               |           |                     |
|                                                    |           |               |           |                     |
| Michel                                             | Marcatori |               |           |                     |

#### Finale
| Utrecht 1 giugno 1998, ore 00:00 UTC+1 Incontro 42                   | Paesi Bassi | 3 – 2 (d.t.s.) referto | Spagna | Stadion Galgenwaard |
| \| \| \| \| \| Veen Lomans de Nooijer \| Marcatori \| Arnau Pujol \| |             |                        |        |                     |
|                                                                      |             |                        |        |                     |
| Veen Lomans de Nooijer                                               | Marcatori   | Arnau Pujol            |        |                     |

| Campione del mondo di Hockey su prato del 1998 |
| ---------------------------------------------- |
| Paesi Bassi 3º titolo                          |

## Squadra vincitrice
| Giocatore            | Status    |
| -------------------- | --------- |
| Ronald Jansen        | Portiere  |
| Bram Lomans          | Giocatore |
| Leo Klein            | Giocatore |
| Erik Jazet           | Giocatore |
| Tycho Van            | Giocatore |
| Wouter Van           | Giocatore |
| Sander Van der Weide | Giocatore |
| Jacques Brinkman     | Giocatore |
| Piet-Hein Geeris     | Giocatore |
| Stephan Veen         | Capitano  |
| Rogier Hek           | Giocatore |
| Jeroen Delmee        | Giocatore |
| Bart Looije          | Portiere  |
| Teun de Nooijer      | Giocatore |
| Remco Van Wijk       | Giocatore |
| Jaap Buma            | Giocatore |

## Statistiche

### Classifica finale
| Classifica | Nazionale     |
| ---------- | ------------- |
| Oro        | Paesi Bassi   |
| Argento    | Spagna        |
| Bronzo     | Germania      |
| 4          | Australia     |
| 5          | Pakistan      |
| 6          | Inghilterra   |
| 7          | Corea del Sud |
| 8          | Canada        |
| 9          | India         |
| 10         | Nuova Zelanda |
| 11         | Malaysia      |
| 12         | Polonia       |

### Classifica marcatori
| Giocatore       | Nazionale     | Reti |
| --------------- | ------------- | ---- |
| Jay Stacy       | Australia     | 12   |
| Bram Lomans     | Paesi Bassi   | 9    |
| Atif Bashir     | Pakistan      | 7    |
| Oliver Domke    | Germania      | 7    |
| Seong-tae Song  | Corea del Sud | 7    |
| Teun de Nooijer | Paesi Bassi   | 5    |
| Kamran Ashraf   | Pakistan      | 5    |
| Bjorn Michel    | Germania      | 5    |
| Stephan Veen    | Paesi Bassi   | 5    |
| Javier Arnau    | Spagna        | 5    |
| Michael Brennan | Australia     | 4    |
| Stephen Davies  | Australia     | 4    |
| Mark Pearn      | Inghilterra   | 4    |
| Calum Giles     | Inghilterra   | 4    |

Fonte.

## Premi individuali
| Capocannoniere | Miglior giocatore |
| -------------- | ----------------- |
| Jay Stacy      | Oliver Domke      |